# Commune de Maidla
La commune de Maidla est une ancienne Commune rurale du comté de Viru-Est au nord de l'Estonie. 
En octobre 2013, la commune de Maidla et la ville de Püssi sont absorbées par la commune de Lüganuse et perdent leur autonomie.

## Démographie
Elle avait 776 habitants(01/01/2012) et une superficie de 332,32 km2.

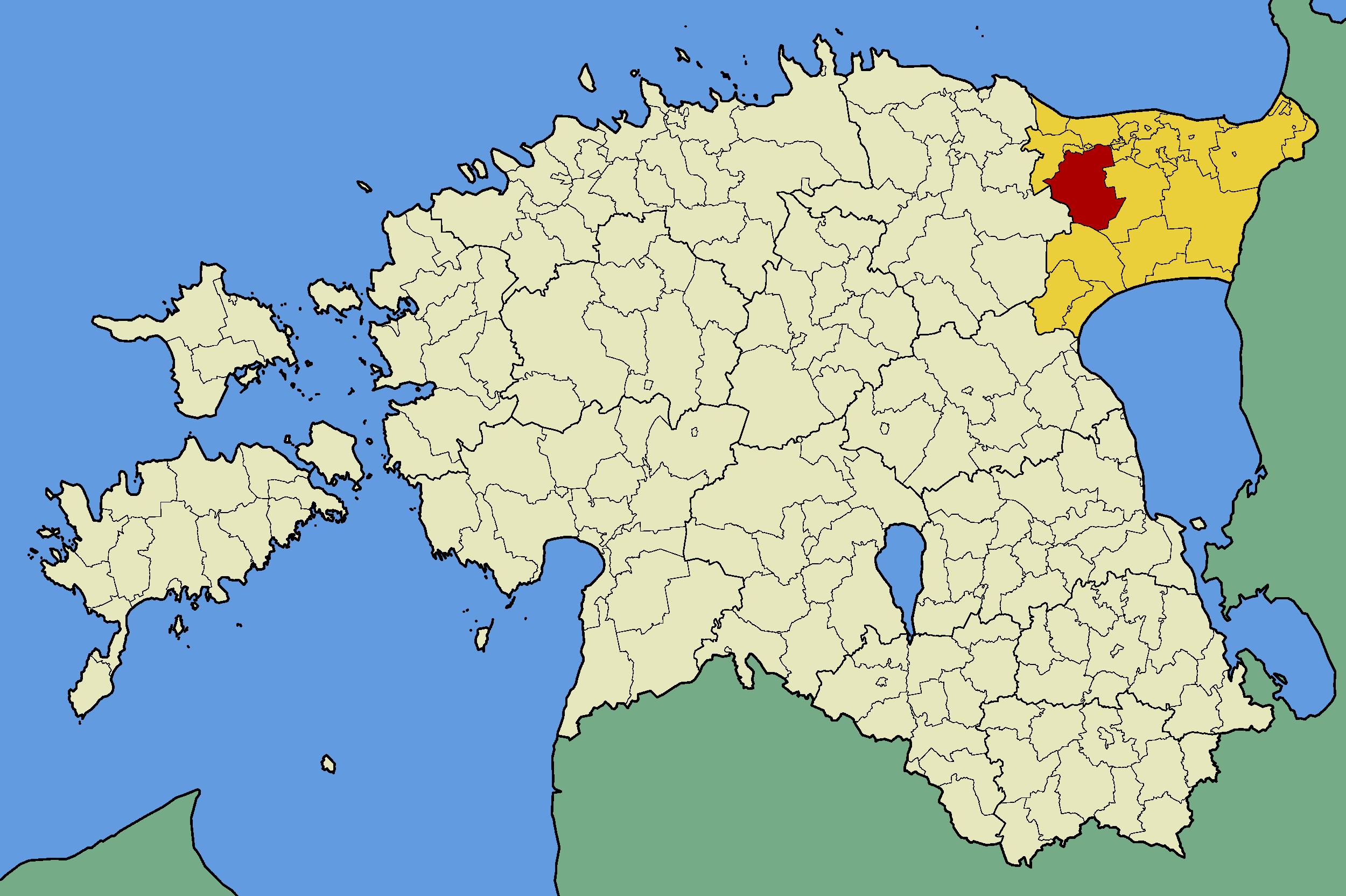
Commune de Maidla (rouge)
dans le Virumaa oriental (jaune).

## Composition
La commune de Maidla comprenait les 27 villages suivants:  Aidu, Aidu-Liiva, Aidu-Nõmme, Aidu-Sooküla, Aruküla, Arupäälse, Aruvälja, Hirmuse, Koolma, Kulja, Lipu, Lümatu, Maidla, Mehide, Oandu, Ojamaa, Piilse, Rebu, Rääsa, Salaküla, Savala, Sirtsi, Soonurme, Tarumaa, Uniküla, Veneoja et Virunurme.